# Jakbym miał w ręku klamkę
Jakbym miał w ręku klamkę – singel polskiego rapera Chivasa, promujący album studyjny, zatytułowany Nauczyłem się przeklinać. Singel został wydany 13 kwietnia 2021.
Nagranie otrzymało w Polsce status platynowego singla, przekraczając liczbę 50 tysięcy sprzedanych kopii.

## Geneza utworu i historia wydania
Utwór napisał i skomponował Krystian Gierakowski.
Singel ukazał się w formacie digital download 13 kwietnia 2021 w Polsce za pośrednictwem wytwórni płytowej GUGU w dystrybucji Universal Music Polska. Kompozycja została umieszczona na debiutanckim albumie studyjnym Chivasa – Nauczyłem się przeklinać.

## Teledysk
Do utworu powstał teledysk, który udostępniono 14 kwietnia 2023 roku pośrednictwem serwisu YouTube.

## Lista utworów
- Digital download[7]

1. „Jakbym miał w ręku klamkę” – 2:47

## Certyfikaty
| Kraj          | Certyfikat      | Sprzedaż |
| ------------- | --------------- | -------- |
| Polska (ZPAV) | platynowa płyta | 50 000+  |